# Кустовой (остров)
Кустовой — остров на Оби. Находится в черте Первомайского района Новосибирска. Расположен напротив устья Ини. Над островом проходит Бугринский мост.

## Архитектурные объекты
В северной части Кустового расположена лодочная станция, состоящая из семи корпусов на высоких опорах. В 2017 году комплекс зданий был отмечен в пяти номинациях архитектурного фестиваля «Золотая капитель».